# Rhizopsammia compacta
Espèce
Statut CITES
Rhizopsammia compacta est une espèce de coraux appartenant à la famille des Dendrophylliidae.